# 淡腳森鶯
淡腳森鶯（Leucopeza semperi）是聖盧西亞一種極之稀少或可能已經滅絕的森鶯。

## 特徵
淡腳森鶯約長14.5厘米。成鳥的上身呈深灰色，下身呈灰白色。雛鳥上身呈褐灰色，下身長有絨毛。長腳呈淡黃色。牠們生活在山區及矮林中。牠們可能是在地上築巢，但詳情不明。

## 保育狀況
淡腳森鶯於19世紀時仍很豐富，但於20世紀就已餘下很少。最後的標本是於1934年採集的，另一個觀察報告則是於1947年。最後確實的觀察報告是於1961年，另於1965年、1972年、1989年、1995年及2003年都有未確實的觀察，加上仍有一些適合的棲息地存在，所以仍有希望可以再發現牠們。
淡腳森鶯的衰落可能是因入侵的獴所致。牠們在地上築巢，很易成為獴的獵物。另一個成因可能是失去棲息地。

## 外部連結
- BirdLife International (2006) Species factsheet: Leucopeza semperi （页面存档备份，存于）。Downloaded from http://www.birdlife.org（页面存档备份，存于） on 25/10/2006